# برديان (أرومية)
برديان هي قرية في مقاطعة أرومية، إيران. يقدر عدد سكانها بـ 238 نسمة بحسب إحصاء 2016.